# Distretto di Vicebsk
Il distretto di Vicebsk (in bielorusso Віцебскі раён?) è un distretto (raën) della Bielorussia appartenente alla regione di Vicebsk. Il capoluogo è Vicebsk, mentre il centro maggiore è Ruba.